# 德雷恩克勒根基斯湖

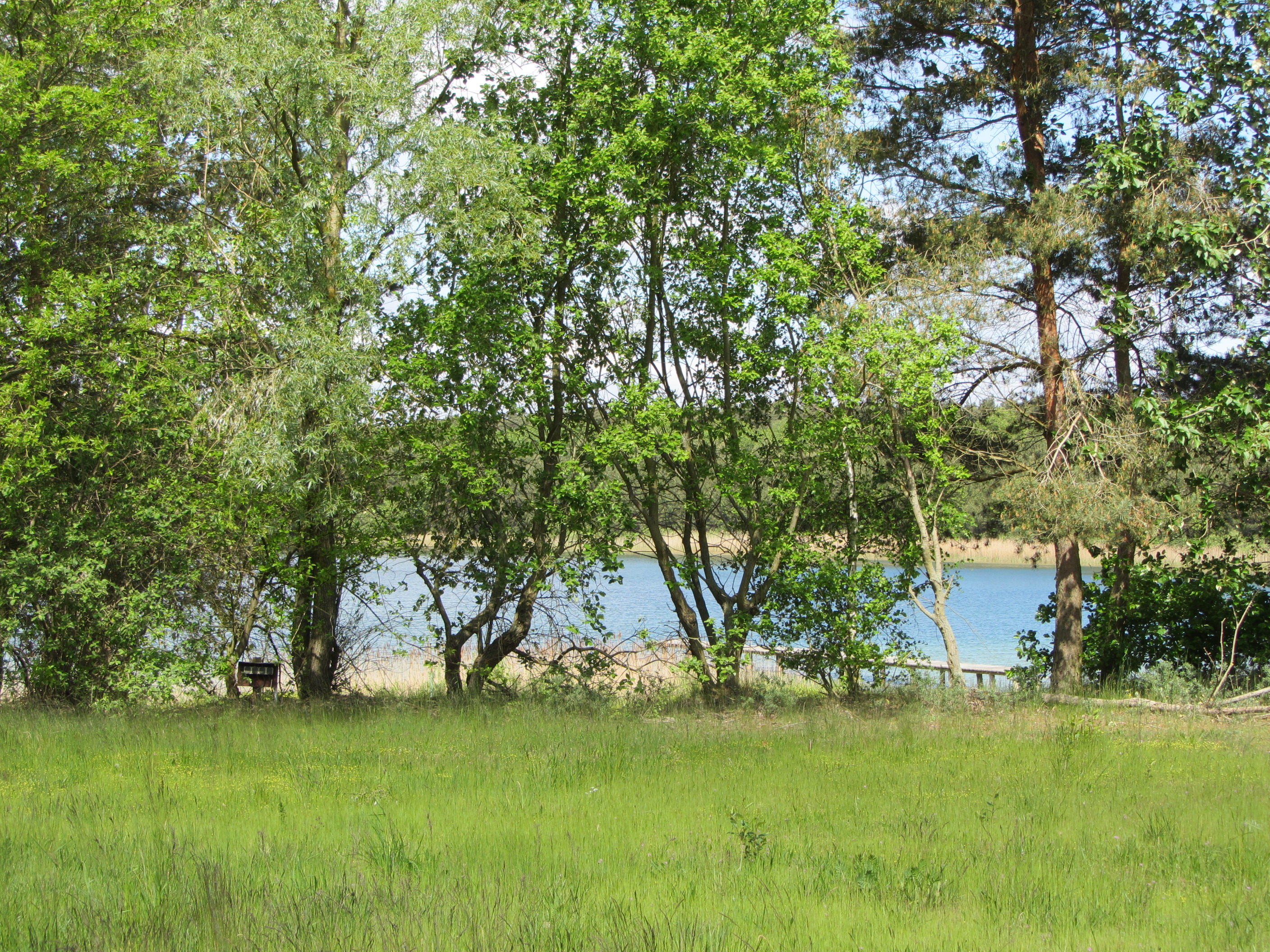

53°25′36″N 11°30′20″E / 53.42655°N 11.50548°E
德雷恩克勒根基斯湖（德語：Kiessee Dreenkrögen），是德國的湖泊，位於該國東北部，由梅克倫堡-前波美拉尼亞州負責管轄，處於路德維希斯盧斯特-帕爾希姆縣，面積0.07平方公里，海拔高度35米，湖岸線長度1.2公里。